# تصویرگرایی

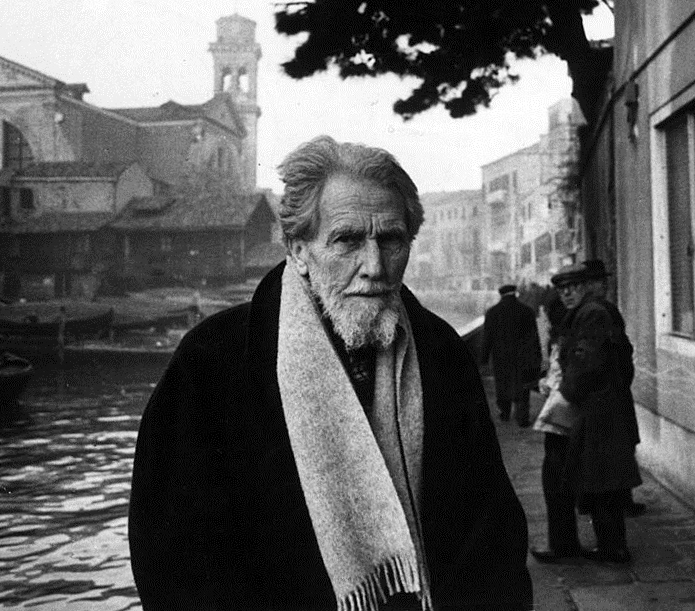
شاعر آمریکایی ازرا پاوند ، ونیز، 1963

تصویرگرایی یا ایماژیسم (به انگلیسی: Imagism) نهضتی آمریکایی-انگلیسی بود که در اوایل قرن بیستم رخ داد و طرفدار صراحت در تصویرسازی و زبانی روشن و تند در شعر بود.
تصویرگرایی به عنوان با نفوذترین حرکت در شعر انگلیسی از زمان فعالیت پیش رافائلی‌ها گزارش شده‌است. به عنوان یک سبک شاعرانه نقطهٔ شروع مدرنیسم در اوایل قرن بیستم شد و اولین جنبش ادبی مدرن سازمان یافته در زبان انگلیسی به حساب می‌آید. تصویرگرایی گاهی به عنوان 'توالی خلاق لحظات' در نظر گرفته می‌شود تا هرگونه دوره توسعه مداوم یا پایدار. رنه تاپین اظهار داشت "دقیق تر این است که تصویرگرایی را نه به عنوان یک دکترین و نه حتی به عنوان یک مکتب شاعرانه بلکه باید به عنوان انجمنی متشکل از چند شاعر دانست که برای یک زمان خاص بر سر تعداد کمی از اصول مهم به توافق رسیده‌اند.
برخلاف معاصران خود، شاعران گرجی، که عموماً به سنت احساس و برهان متکی بودند، تصویرگرایی احساس و برهانی را که مشخصهٔ اکثر اشعار رومانتیک و ویکتوریایی است کنار می‌گذارد. در مقابل، تصویرگرایی دعوتی بود برای بازگشت به ارزش‌هایی که جنبهٔ کلاسیک بالاتری داشتند. ارزش‌هایی مانند صراحت در ارائه و اقتصاد زبانی، همچنین تمایلی به آزمایش با استفاده از قالب‌های شعری غیر سنتی. تصویرگرایی، استفاده از شعر آزاد است.
انتشارات تصویرگرا که بین سال‌های ۱۹۱۴ تا ۱۹۱۷ ظهور یافتند هم در زمینه شعر و هم در دیگر زمینه‌ها روی کارهایی تکیه کردند که توسط اشخاص شناخته شدهٔ مدرنیست بوجود آمده بودند. گروه تصویرگرا در لندن تمرکز داشتند و دارای اعضایی از بریتانیای کبیر، ایرلند و ایالات متحده بود. می‌توان گفت به گونهٔ غیرمعمولی شماری از نویسندگان زن عمدهٔ شخصیت‌های تصویرگرا را تشکیل می‌دادند.
یکی از ویژگی‌های هویتی تصویرگرایی تلاش آن برای جداسازی یک تصویر به منظور آشکار نمودن جوهر آن است. این ویژگی تحولات معاصر در هنر آوانگارد به خصوص کوبیسم را منعکس می‌کند. اگر چه تصویرگرایی از طریق استفاده از چیزی که ازرا پاوند به نام «جزئیات روشن» از آن یاد می‌کند اشیاء را ایزوله می‌نماید، روش اندیشه نگار پوند که در آن مثال‌های عینی با هدف بیان یک انتزاع در مجاورت یکدیگر قرار می‌گیرند شبیه به شیوهٔ کوبیسم در ترکیب دیدگاه‌های چندگانه در یک تصویر واحد است.